# Pelidnota rostrata
Pelidnota rostrata es una especie de escarabajo del género Pelidnota, familia Scarabaeidae. Fue descrita científicamente por Burmeister en 1844.
Especie nativa de la región neotropical. Habita en Brasil.